# Olszanka (gmina Kraśniczyn)
Olszanka – wieś w Polsce położona w województwie lubelskim, w powiecie krasnostawskim, w gminie Kraśniczyn.
W latach 1975–1998 miejscowość należała administracyjnie do województwa chełmskiego.
Wieś stanowi sołectwo gminy Kraśniczyn. Według Narodowego Spisu Powszechnego (III 2011 r.) wieś liczyła 261 mieszkańców.

## Historia
Podczas okupacji niemieckiej w okresie II wojny światowej ludność wsi udzielała pomocy polskim i radzieckim oddziałom partyzanckim, kwaterującym we wsi i okolicach, m.in. od 1942 oddziałom AL Konstantego Mastalerza "Starego" i Pawła Szewczuka "Miszki" oraz radzieckim mjra Fiodorowa. 5 czerwca 1944 roku wieś została spalona przez Niemców, przy czym zamordowano co najmniej 97 mieszkańców. Za pomoc okazywaną oddziałom partyzanckim wieś została w 1946 roku odznaczona Orderem Krzyża Grunwaldu III klasy.